# Dannella provonshai
Dannella provonshai är en dagsländeart som först beskrevs av Mccafferty 1977.  Dannella provonshai ingår i släktet Dannella och familjen mossdagsländor. Inga underarter finns listade i Catalogue of Life.